# Географія Республіки Конго
Республіка Конго — центральноафриканська країна, що знаходиться у західно-центральній частині континенту . Загальна площа країни 342 000 км² (64-те місце у світі), з яких на суходіл припадає 341 500 км², а на поверхню внутрішніх вод — 500 км². Площа країни вдвічі менша за площу території України. 

## Етимологія
Офіційна назва — Республіка Конго, Конго (Браззавіль) (фр. Republique du Congo, Congo). Назва країни походить від назви колишнього королівства Конго, що, в свою чергу, отримало назву від народу баконго — «мисливці». Колишні назви країни: Французьке Конго, Народна Республіка Конго.

## Географічне положення

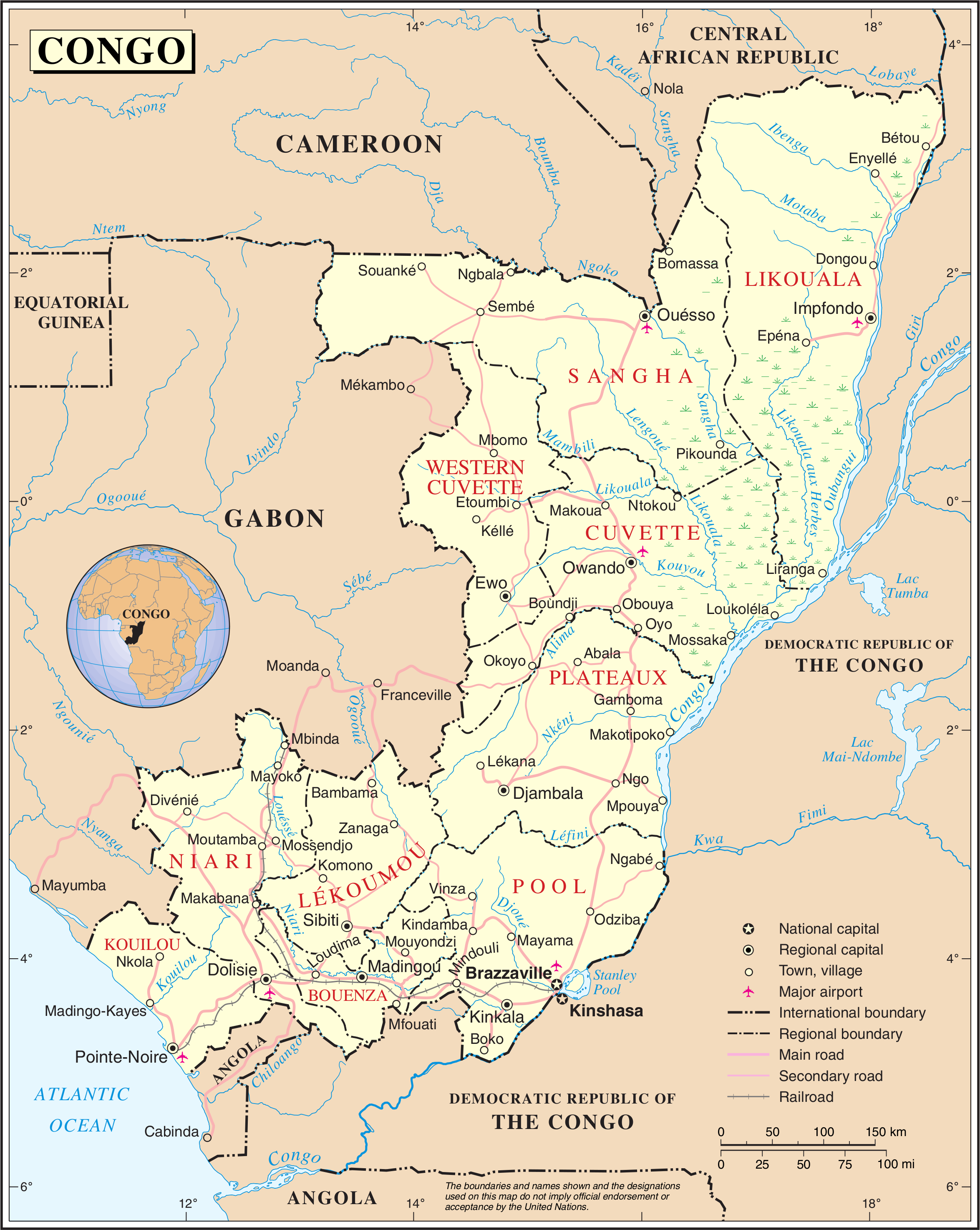
Карта Республіки Конго від ООН

Республіка Конго — центральноафриканська країна, що межує з п'ятьма іншими країнами: на півночі — з Камеруном (спільний кордон — 494 км), ЦАР (487 км), на півдні — з Анголою (231 км), на сході — з ДР Конго (1229 км), на заході — з Габоном (2567 км). Загальна довжина державного кордону — 5008 км. Республіка Конго на заході омивається водами Гвінейської затоки Атлантичного океану. Загальна довжина морського узбережжя 169 км.
Згідно з Конвенцією Організації Об'єднаних Націй з морського права (UNCLOS) 1982 року, протяжність територіальних вод країни встановлено в 12 морських миль (22,2 км). Прилегла зона, що примикає до територіальних вод, в якій держава може здійснювати контроль, необхідний для запобігання порушень митних, фіскальних, імміграційних або санітарних законів, простягається на 24 морські милі (44,4 км) від узбережжя (стаття 33). Виключна економічна зона встановлена на відстань 200 морських миль (370,4 км) від узбережжя.

### Час
Час у Республіці Конго: UTC+1 (-1 година різниці часу з Києвом).

## Геологія
Територія країни розташована на правому березі нижньої течії річки Конго, в області западини Конго та піднять навколо неї.

## Рельєф
Середні висоти — 430 м; найнижча точка — рівень вод Атлантичного океану (0 м); найвища точка — гора Беронгу (903 м). На південному заході, уздовж берега Атлантичного океану, простягається вузька (40-50 км) смуга низовин, на схід від яких паралельно берегу розташовані гори Майомбе (висотою до 930 м) та Кришталеві, які крутими схилами (50-60 м) обриваються до приморської низовини. Розташована на схід від них тектонічна западина Конго характеризується переважно грядово-погорбованим рельєфом. Найбільш знижена частина западини (менше 200 м) являє собою вапнякову долину з широким розвитком карсту.
На північному сході западина обмежена відрогами гір Шаю, на південному сході розташоване плато Катаракт. Центральна частина країни займає плато Батеке з погорбованим рельєфом (висотою до 650—850 м), на якому виділяються окремі плато (Мбе, Нго, Джамбала, Кукуя) висотою до 1 040 м (гора Лекеті — найвища точка країни). На північному заході розташовані цокольні рівнини з островними горами (гора Набемба, 1 000 м). Весь північний захід займають пласкі, більшою частиною заболочені алювіальні рівнини западини Конго.

Рельєф Республіки Конго
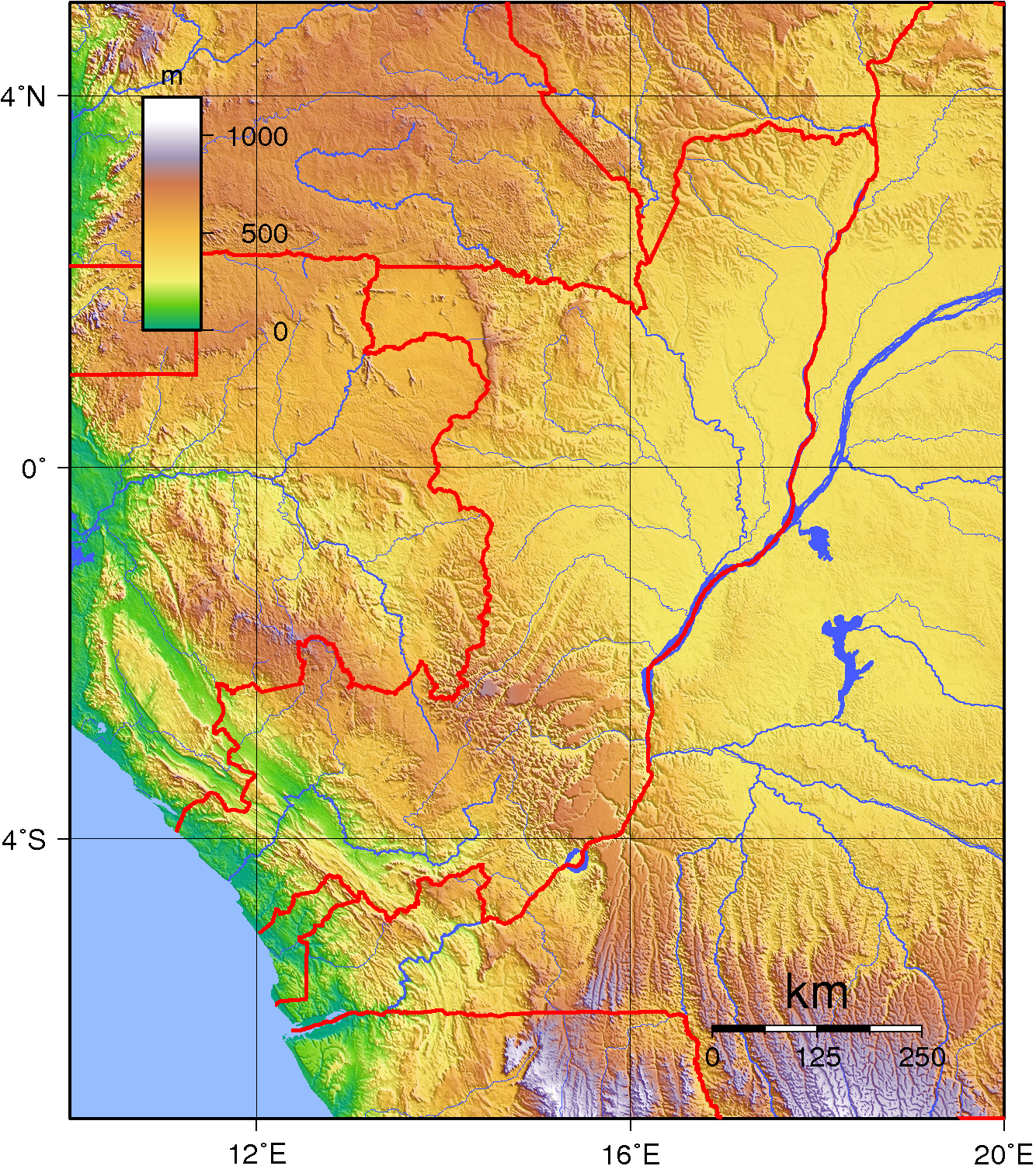
Гіпсометрична карта  Республіки Конго
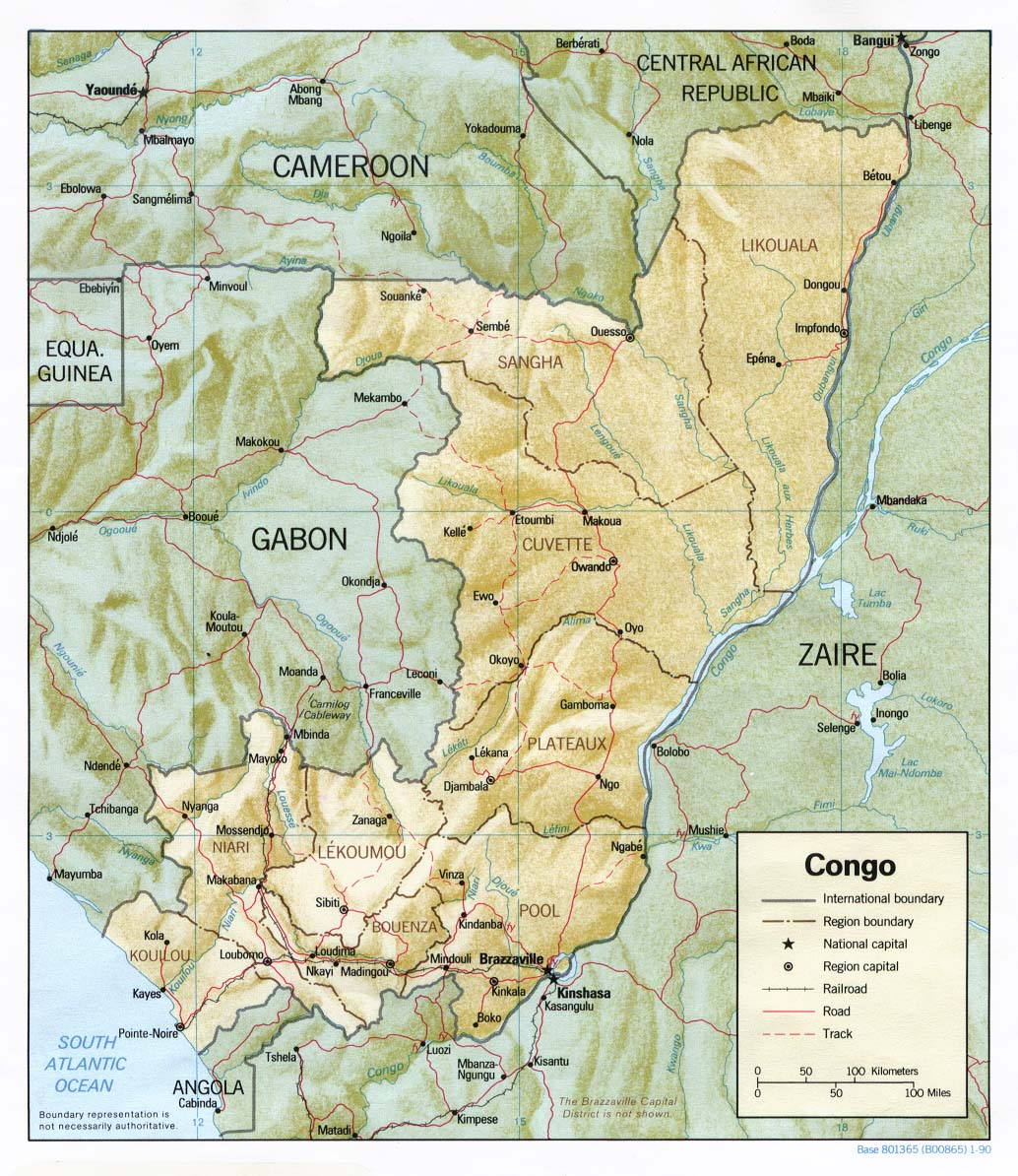
Рельєф Республіки Конго
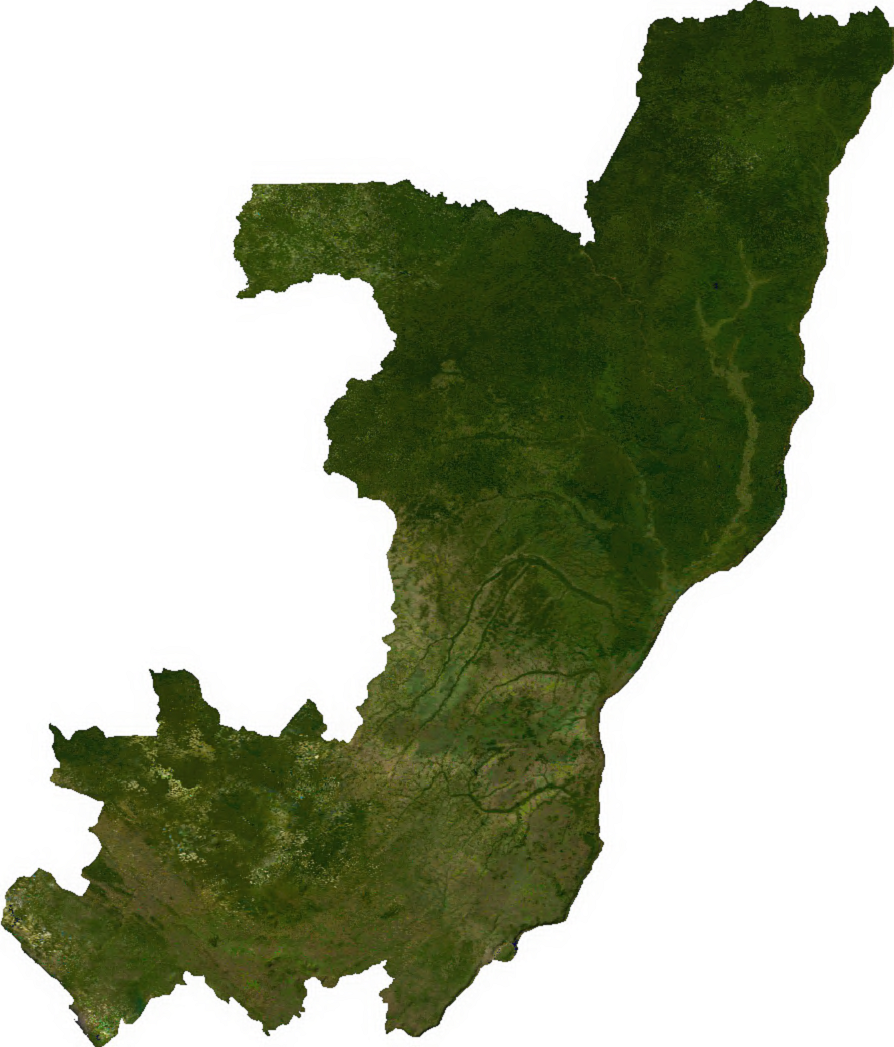
Супутниковий знімок поверхні країни

### Узбережжя
Береги Атлантичного океану в основному пласкі, прямолінійні. За невисоким піщаним валом розташовані озера-лагуни Мбаніо та ін. Бухт, придатних для заходу суден, мало.

## Клімат
Північ Республіки Конго лежить у екваторіальному кліматичному поясі, центр — у субекваторіальному, атлантичне узбережжя — у тропічному. На півночі цілий рік панують екваторіальні повітряні маси. Цілий рік спекотно, сезонні коливання температури незначні, значно менші за добові. превалюють слабкі вітри, цілий рік надмірне зволоження, майже щодня по обіді йдуть дощі, часто зливи з грозами. На півдні влітку переважають екваторіальні повітряні маси, взимку — тропічні. Влітку вітри дмуть від, а взимку до екватора. Сезонні амплітуди температури повітря незначні, зимовий період не набагато прохолодніший за літній. Зволоження достатнє, але влітку може відмічатись посушливий сезон. На узбережжі спекотна посушлива погода з великими добовими амплітудами температури. Переважають східні пасатні вітри. У теплий сезон з океану можуть надходити шторми.

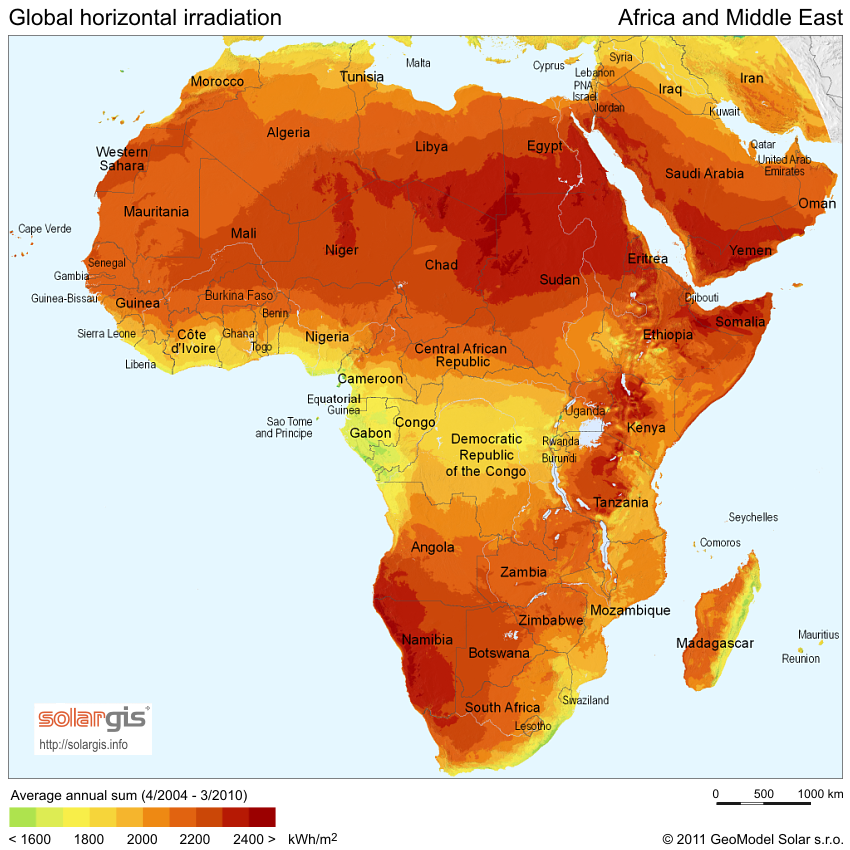
Сонячна радіація (англ.)
Кліматична карта Республіки Конго (за Кеппеном)

Республіка Конго є членом Всесвітньої метеорологічної організації (WMO), в країні ведуться систематичні спостереження за погодою.

## Внутрішні води

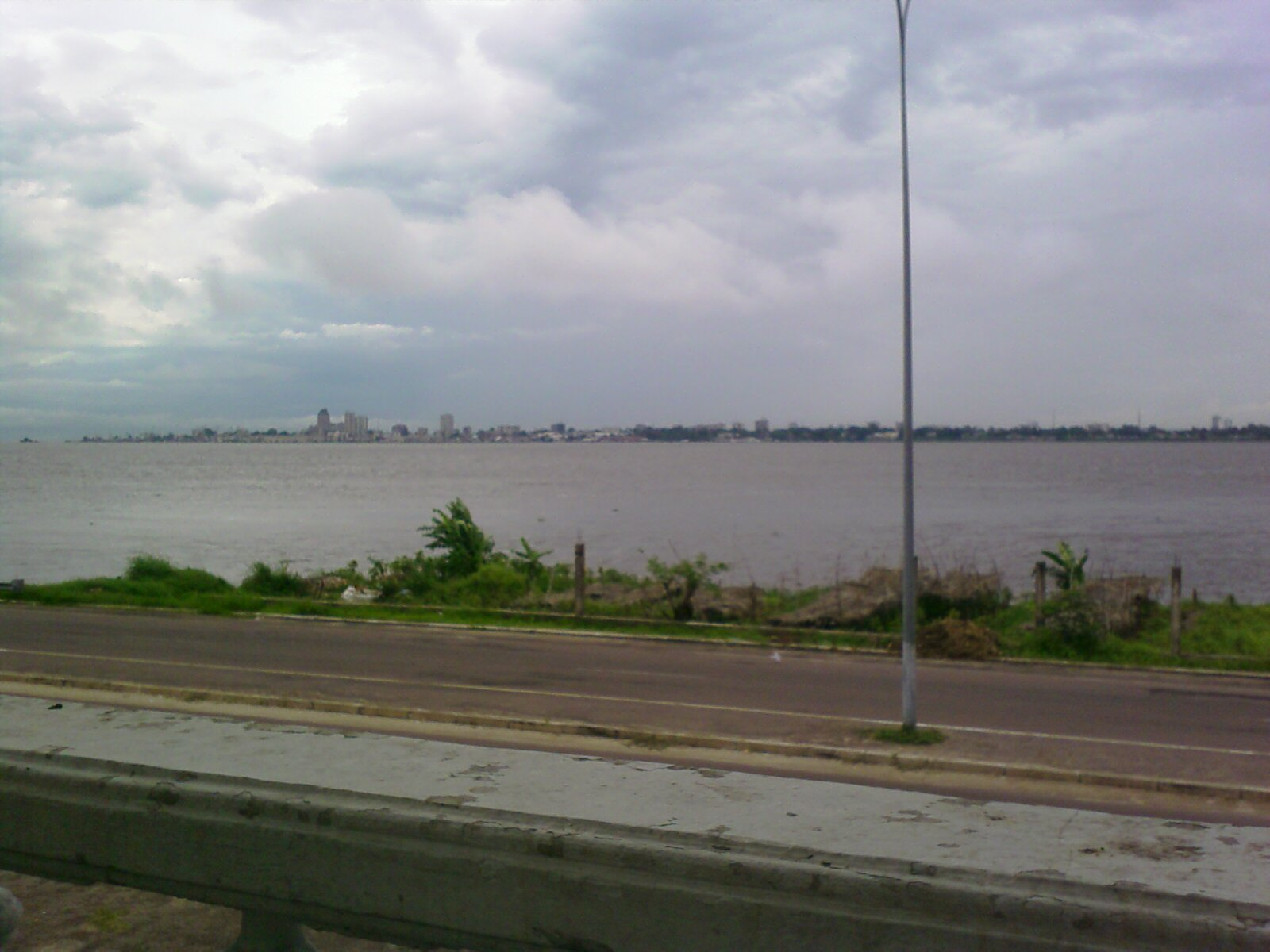
Конго між Кіншасою і Браззавілем
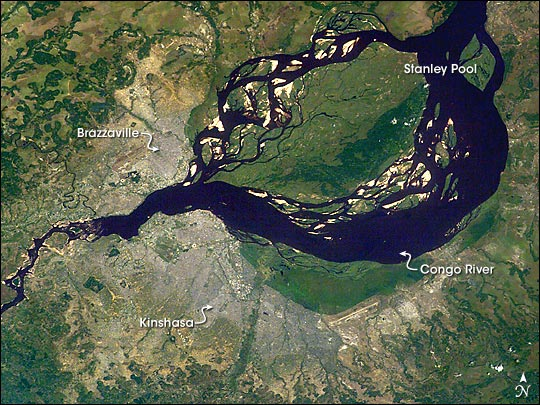
Малебо (Стенлі-Пул) з космосу
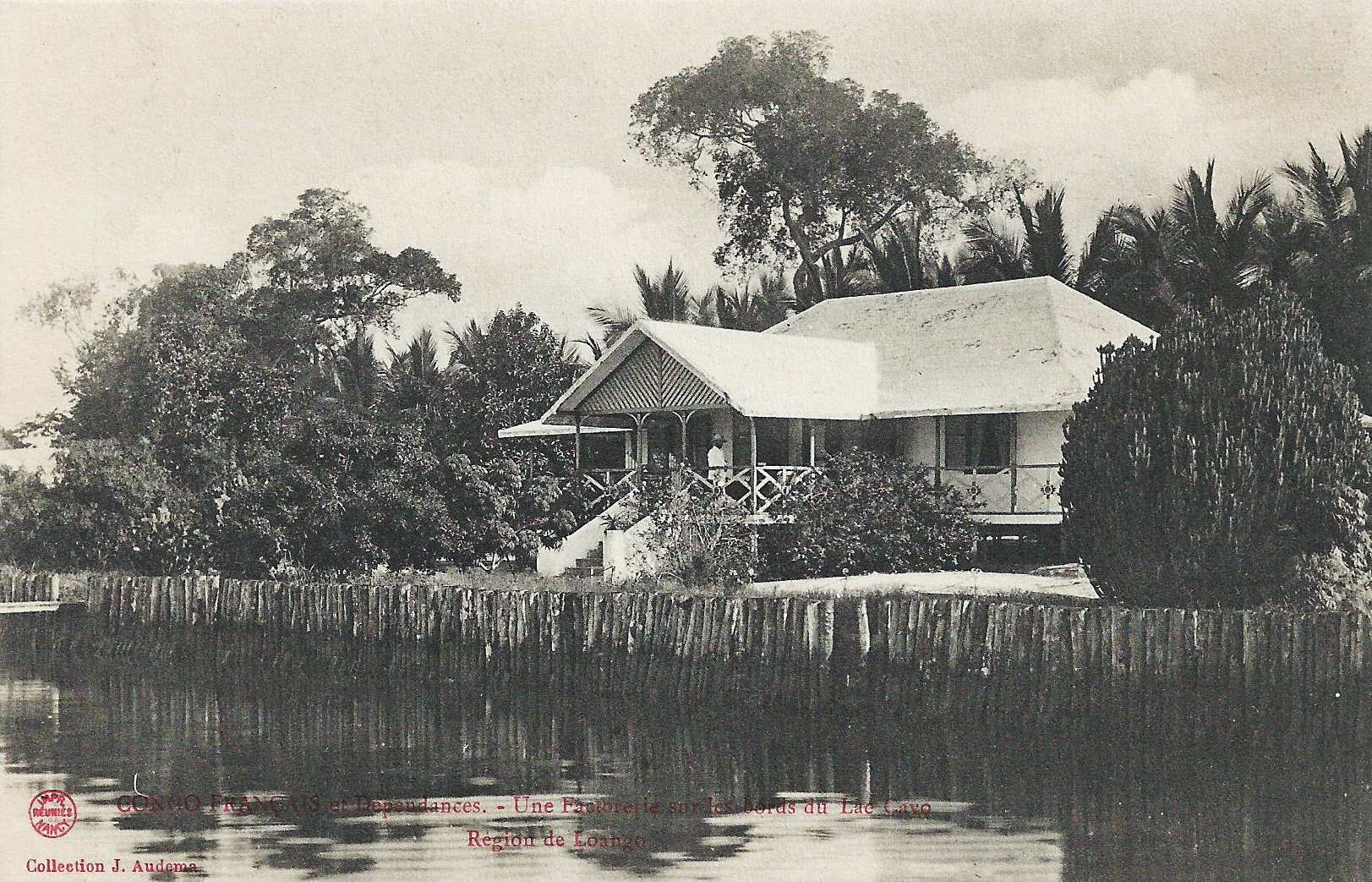
На озері Кайо, 1900 рік

### Річки
Річки країни належать басейну Гвінейської затоки Атлантичного океану.

## Рослинність
Земельні ресурси Республіки Конго (оцінка 2011 року):
- придатні для сільськогосподарського обробітку землі — 31,1 %,
  - орні землі — 1,6 %,
  - багаторічні насадження — 0,2 %,
  - землі, що постійно використовуються під пасовища — 29,3 %;
- землі, зайняті лісами і чагарниками — 65,6 %;
- інше — 3,3 %[1].

## Тваринний світ
Ззоогеографічно територія країни належить до Західноафриканської підобласті Ефіопської області.

## Стихійні природні явища
На території країни спостерігаються небезпечні природні явища і стихійні лиха: сезонні повіні на річках.

## Природні ресурси

### Мінеральні ресурси
Надра Республіки Конго багаті на ряд корисних копалин: нафту, калійні солі, свинець, цинк, уранові руди, мідь, фосфати, золото, магній, природний газ.

### Водні ресурси
Загальні запаси відновлюваних водних ресурсів (ґрунтові і поверхневі прісні води) становлять 832 км³. Станом на 2012 рік в країні налічувалось 20 км² зрошуваних земель.

### Земельні ресурси
Земельні ресурси Республіки Конго (оцінка 2011 року):
- придатні для сільськогосподарського обробітку землі — 31,1 %,
  - орні землі — 1,6 %,
  - багаторічні насадження — 0,2 %,
  - землі, що постійно використовуються під пасовища — 29,3 %;
- землі, зайняті лісами і чагарниками — 65,6 %;
- інше — 3,3 %[1].

## Охорона природи
Серед екологічних проблем варто відзначити:
- забруднення повітря транспортними засобами;
- забруднення вод побутовими стоками;
- питна вода не відповідає санітарним нормам;
- знеліснення.

Республіка Конго є учасником ряду міжнародних угод з охорони навколишнього середовища:
- Конвенції про біологічне різноманіття (CBD),
- Рамкової конвенції ООН про зміну клімату (UNFCCC),
- Кіотського протоколу до Рамкової конвенції,
- Конвенції ООН про боротьбу з опустелюванням (UNCCD),
- Конвенції про міжнародну торгівлю видами дикої фауни і флори, що перебувають під загрозою зникнення (CITES),
- Базельської конвенції протидії транскордонному переміщенню небезпечних відходів,
- Конвенції з міжнародного морського права,
- Монреальського протоколу з охорони озонового шару,
- Міжнародної конвенції запобігання забрудненню з суден (MARPOL),
- Міжнародної угоди про торгівлю тропічною деревиною 1983 і 1994 років,
- Рамсарської конвенції із захисту водно-болотних угідь[12].

## Фізико-географічне районування
У фізико-географічному відношенні територію Республіки Конго можна розділити на райони, що відрізняються один від одного рельєфом, кліматом, рослинним покривом.

### Українською
- Атлас світу / голов. ред. І. С. Руденко ; зав. ред. В. В. Радченко ; відп. ред. О. В. Вакуленко. — К. : ДНВП «Картографія», 2005. — 336 с. — ISBN 9666315467.
- Атлас. 7 клас. Географія материків і океанів / Укладачі О. Я. Скуратович, Н. І. Чанцева. — К. : ДНВП «Картографія», 2014.
- Барановська О. В. Фізична географія материків і океанів : навч. посіб. для студентів ВНЗ : [у 2 ч.]. — Н. : Ніжинський державний університет ім. Миколи Гоголя, 2013. — 306 с. — ISBN 978-617-527-106-3.
- Бєлозоров С. Т. Африка : фізико-географічний нарис. — вид. 2-ге, перероб. і доп. — К. : Радянська школа, 1957. — 232 с.
- Геологія материків і океанів / За ред. В. Г. Крочака. — Львів : ЛНУ ім. Івана Франка, 2012. — 392 с.
- Гілецький Й. Р. Природні ресурси світу : Навч. посібник. — Львів : Світ, 2004. — 304 с. — ISBN 966-603-307-0
- Гожик П. Ф., Лялько В. І., Бабаєв Ю. Ю. Регіональна геологія світу. — К. : Наук. думка, 2015. — 424 с.
- Заставецький Ю. С. Регіональна фізична географія світу : Навч. посібник. — Львів : Світ, 2000. — 480 с.
- Костів Л. Я. Фізична географія материків і океанів. Африка : навч.-метод. посібник. — Л. : Видавничий центр ЛНУ імені Івана Франка, 2017. — 184 с. — ISBN 978-617-10-0374-3.
- Маринич О. М., Шищенко П. Г., Пащенко В. І. Фізична географія світу : Підручник.  — К. : Вища школа, 2002. — 463 с. — ISBN 966-642-018-4
- Палієнко В. І., Шищенко П. Г., Бойко В. М. Фізична географія світу : Навч. посібник. — К. : КНУ ім.  Т. Шевченка, 2016. — 246 с. — ISBN 978-966-439-918-1
- Панасенко Б. Д. Фізична географія материків : навч. посіб. : в 2 ч. — В. : ЕкоБізнесЦентр, 1999. — 200 с.
- Пащенко В. І. Географія світового господарства : Навч. посібник. — К. : Видавничий центр КНУ, 2014. — 312 с. — ISBN 978-966-439-744-6
- Республіка Конго // Гірничий енциклопедичний словник : [у 3-х тт.] / за ред. В. С. Білецького. — Д. : Східний видавничий дім, 2004. — Т. 3. — 752 с. — ISBN 966-7804-78-X.
- Фізична географія материків та океанів : Підручник у 2-х т. / Ред. П. Г. Шищенко. — К. : Київський університет, 2020. — Т. 2. Африка, Америка, Австралія, Антарктида, Океани. — 470 с. — ISBN 978-966-439-989-8
- Юрківський В. М. Регіональна економічна і соціальна географія. Зарубіжні країни: Підручник. — 2-ге. — К. : Либідь, 2001. — 416 с. — ISBN 966-06-0092-5.

### Англійською
- (англ.) Graham Bateman. The Encyclopedia of World Geography. — Andromeda, 2002. — 288 с. — ISBN 1871869587.

### Російською
- (рос.) Авакян А. Б., Салтанкин В. П., Шарапов В. А. Водохранилища. — М. : Мысль, 1987. — 326 с. — (Природа мира)
- (рос.) Алисов Б. П., Берлин И. А., Михель В. М. Курс климатологии [в 3-х тт.] / под. ред. Е. С. Рубинштейна. — Л. : Гидрометиздат, 1954. — Т. 3. Климаты земного шара. — 320 с.
- (рос.) Апродов В. А. Вулканы. — М. : Мысль, 1982. — 368 с. — (Природа мира)
- (рос.) Апродов В. А. Зоны землетрясений. — М. : Мысль, 2010. — 462 с. — (Природа мира) — ISBN 978-5-244-01122-7.
- (рос.) Конго // Африка: энциклопедический справочник [в 2-х тт.] / гл. ред. А. А. Громыко. — М. : Советская энциклопедия, 1986. — Т. 2. К-Я. — 671 с.
- (рос.) Браун Л. Африка. — М. : Прогресс, 1976. — 288 с. — (Континенты, на которых мы живем)
- (рос.) Букштынов А. Д., Грошев Б. И., Крылов Г. В. Леса. — М. : Мысль, 1981. — 316 с. — (Природа мира)
- (рос.) Власова Т. В. Физическая география материков. С прилегающими частями океанов. Южная Америка, Африка, Австралия и Океания, Антарктида. — 4-е, перераб. — М. : Просвещение, 1986. — 269 с.
- (рос.) Гвоздецкий Н. А., Голубчиков Ю. Н. Горы. — М. : Мысль, 1987. — 400 с. — (Природа мира)
- (рос.) Гвоздецкий Н. А. Карст. — М. : Мысль, 1981. — 214 с. — (Природа мира)
- (рос.) Географический энциклопедический словарь: географические названия / под. ред. А. Ф. Трёшникова. — 2-е изд., доп. — М. : Советская энциклопедия, 1989. — 585 с. — ISBN 5-85270-057-6.
- (рос.) Исаченко А. Г., Шляпников А. А. Ландшафты. — М. : Мысль, 1989. — 504 с. — (Природа мира) — ISBN 5-244-00177-9.
- (рос.) Каплин П. А., Леонтьев О. К., Лукьянова С. А., Никифоров Л. Г. Берега. — М. : Мысль, 1991. — 480 с. — (Природа мира) — ISBN 5-244-00449-2.
- (рос.) Словарь современных географических названий / под общей редакцией акад. В. М. Котлякова. — Екатеринбург : У-Фактория, 2006.
- (рос.) Литвин В. М., Лымарев В. И. Острова. — М. : Мысль, 2010. — 288 с. — (Природа мира) — ISBN 978-5-244-01129-6.
- (рос.) Лобова Е. В., Хабаров А. В. Почвы. — М. : Мысль, 1983. — 304 с. — (Природа мира)
- (рос.) Максаковский В. П. Географическая картина мира. Книга I: Общая характеристика мира. — М. : Дрофа, 2008. — 495 с. — ISBN 978-5-358-05275-8.
- (рос.) Максаковский В. П. Географическая картина мира. Книга II: Региональная характеристика мира. — М. : Дрофа, 2009. — 480 с. — ISBN 978-5-358-06280-1.
- (рос.) Поспелов Е. М. Географические названия мира: Топонимический словарь. — М. : АСТ, 2005.
- (рос.) Республика Конго // Страны Африки. Политико-экономический справочник / ред. В. Солодовников, В. Румянцев. — М. : Издательство политической литературы, 1969. — 318 с.
- (рос.) Физико-географический атлас мира. — М. : Академия наук СССР и Главное управление геодезии и картографии ГУГК СССР, 1964. — 298 с.
- (рос.) Энциклопедия стран мира / глав. ред. Н. А. Симония. — М. : НПО «Экономика» РАН, отделение общественных наук, 2004. — 1319 с. — ISBN 5-282-02318-0.